# Хенань-Хубейська операція
Битва за Західний Хенань – Північний Хубей-  один із 22 головних боїв між Національною революційною армією та Імператорською армією Японії під час Другої японо-китайської війни. Бої велися в березні – травні 1945 року на півночі Хубея та західній Хенані. Хоча це була тактична безвихідь, битва стала оперативною перемогою японських військ, які захопили контроль над місцевими авіабазами, позбавивши китайських військ будь-якої локальної повітряної підтримки.